# Claudia Triozzi
Claudia Triozzi, née à Vimercate en Italie le 17 mars 1962, est une danseuse, chorégraphe et plasticienne.

## Biographie
Claudia Triozzi quitte l'Italie en 1985 pour venir en France et participer à l'essor de la nouvelle danse française. Elle a dansé pour Alain Michard, Georges Appaix, Odile Duboc, François Verret et Michèle Rust et, plus récemment, elle a collaboré avec Xavier Le Roy, Alain Buffard et Xavier Boussiron.
Depuis plusieurs années, elle travaille autour de divers soli.
Elle est lauréate Villa Médicis hors les murs (1999) et lauréate du programme Villa Kujoyama de Kyoto (2004).

## Créations chorégraphiques
- La Vague (1991)
- Les Citrons (1992)
- Gallina Dark (1996)
- Park (1998)
- Bal tango (1999)
- Dolled up (2000)
- The Family Tree (2002)
- Stand (2004)
- Opera's Shadows (2005)
- La Baronne et son tourment (2006)
- Strip-tease (2006)
- Fais une halte chez Antonella (2006)
- Up to Date (2007)
- La Prime 2008 (2008)
- Cours à la Fac Paris VII (2009)
- Ni vu ni connu (2010)
- Pour une thèse vivante - Chapitre I (2011)
- IDÉAL (2011)
- Per una tesi vivente - Capitolo II (2012)
- Boomerang, ou « le retour à soi » (2013)
- Avanti Tutta - 30 ans dans un an et tant pis pour ceux qui sont fatigués (2014)
- Comparses (2015)